# Phytomyza cana
Phytomyza cana är en tvåvingeart som beskrevs av Ryden 1954. Phytomyza cana ingår i släktet Phytomyza och familjen minerarflugor.
Artens utbredningsområde är Sverige. Inga underarter finns listade i Catalogue of Life.